# Escuadrilla Aeronaval de Reconocimiento
La Escuadrilla Aeronaval de Reconocimiento (EA4R) fue una unidad de la Aviación Naval de la Armada Argentina con asiento en la Base Aeronaval Punta Indio.

## Reseña
Creada el 24 de julio de 1975 con aeronaves Beechcraft B-80 "Queen Air". En 1979 fue adquirido Beechcraft B-200 "Super King Air". El 1 de abril de 1996 fue creada la Escuadrilla Aeronaval de Vigilancia Marítima con los medios y personal de la Escuadrilla Aeronaval de Reconocimiento, que quedó disuelta.

## Malvinas
La escuadrilla operó desde la Base Aeronaval Río Grande con cuatro (4) BE-200 y dos (2) B-80 con el Teatro de Operaciones del Atlántico Sur cumpliendo operaciones aéreas de exploración y reconocimiento, transporte, apoyo y búsqueda y rescate. Desde el 2 de mayo de 1982 participó de la ByR de los náufragos tras el hundimiento del crucero ARA General Belgrano. Tuvo la condecoración "Operaciones de Combate".